# Hautaget
Hautaget – miejscowość i gmina we Francji, w regionie Oksytania, w departamencie Pireneje Wysokie.
Według danych na rok 1990 gminę zamieszkiwało 30 osób, a gęstość zaludnienia wynosiła 22 osoby/km² (wśród 3020 gmin regionu Midi-Pyrénées Hautaget plasuje się na 1033. miejscu pod względem liczby ludności, natomiast pod względem powierzchni na miejscu 1743.).